# Piet Ooms
Pieter Lodewijk „Piet” Ooms (ur. 11 grudnia 1884 w Amsterdamie, zm. 14 lutego 1961 tamże) – holenderski pływak, uczestnik Letnich Igrzysk 1908 w Londynie.
Podczas igrzysk w 1908 roku wystartował na 1500 metrów stylem dowolnym, lecz odpadł w eliminacjach. Wziął również udział w turnieju piłki wodnej, gdzie ze swoją drużyną zajął 4. miejsce.